# Biblioteca Apostólica Vaticana
A Biblioteca Apostólica Vaticana é a mais antiga biblioteca da Europa, mesmo não sendo a primeira biblioteca papal. Foi o primeiro núcleo de coleções pontifícias (religiosas). A Biblioteca do Vaticano é uma biblioteca de pesquisa para história, direito, filosofia, ciência e teologia. A Biblioteca do Vaticano está aberta a qualquer pessoa que possa documentar suas qualificações e necessidades de pesquisa. As fotocópias para estudo privado de páginas de livros publicados entre 1801 e 1990 podem ser solicitadas pessoalmente ou por correio.
Em março de 2014, a Biblioteca do Vaticano iniciou um projeto inicial de quatro anos de digitalização da sua coleção de manuscritos, para disponibilizar online.
O Arquivo Apostólico do Vaticano foi separado da biblioteca no início do século XVII; ele contém mais de 150.000 itens.

## História
Fundada por Nicolau V em 1450, com a herança das velhas bibliotecas dos Papas.
Em 1475, seu sucessor, Sisto IV, fiel ao espírito renascentista, decidiu permitir o acesso dos eruditos aos 2.524 textos santos e profanos ali reunidos. No começo, a biblioteca teve um caráter especial: era composta por Bíblias e trabalhos teológicos, mas especializou-se depois em trabalhos seculares, sobretudo, os clássicos em grego e em latim.

## Acervo
Atualmente possui mais de 8,3 mil incunábulos (livros impressos nos primórdios da imprensa, por volta do século XV, 150 milhares de códices manuscritos, 100 milhares de gravuras e desenhos, 300 milhares de moedas e medalhas e quase 20 milhares de objetos de valor artístico).
Alguns dos principais assuntos cobertos por essa biblioteca são: ciência, arte, Reforma Protestante e a Contrarreforma Católica. Ciência, assunto sempre apreciado pelos papas, reunindo o entusiasmo dos eruditos pela arqueologia, com a nova consciência da história desenvolvida no século XVIII. Arte, pois incluía não apenas livros, mas também curiosidades e objetos de interesse artístico e científico. Por fim, religião, devido a participação dos Papas, com suas coleções particulares.
A estrutura das coleções é dividida por língua (grego e latim). Todos os manuscritos, nas várias coleções, são limitados em códices sequencialmente numerados. Um artigo em um codex é identificado corretamente pelo nome da coleção apropriada, da língua, do número e da folha ocupado pelo artigo.
Os bibliotecários eram frequentemente homens cultos, estudiosos e de formação humanística, a exemplo de vários Papas e monges.
Foi desenvolvido por cientistas norte-americanos um grandioso e complexo projeto de microfilmagem dos tesouros bibliográficos da Biblioteca Vaticana, sobretudo dos manuscritos. Tal trabalho possibilita aos interessados, cópias em microfilme dessas fontes históricas de informação, poupando-os de uma viagem a Roma; porém, há necessidade de se verificar primeiramente, a atualização das obras nas coleções.
Há também um sistema de identificação RFID, com chips, que visa reduzir os riscos de roubos e facilitar os trabalhos diários na biblioteca, como a revisão das salas, a organização dos livros nas estantes e a classificação de 1,7 milhão de obras.

### Arquitetura e arte
Na Sala di Consultazione ou na sala de referência principal da Biblioteca do Vaticano, aparece uma estátua de Santo Tomás de Aquino (c. 1910), esculpida por Cesare Aureli. Uma segunda versão desta estátua (c. 1930) fica sob a entrada pórtico da Pontifícia Universidade de Santo Tomás de Aquino, Angelicum. 

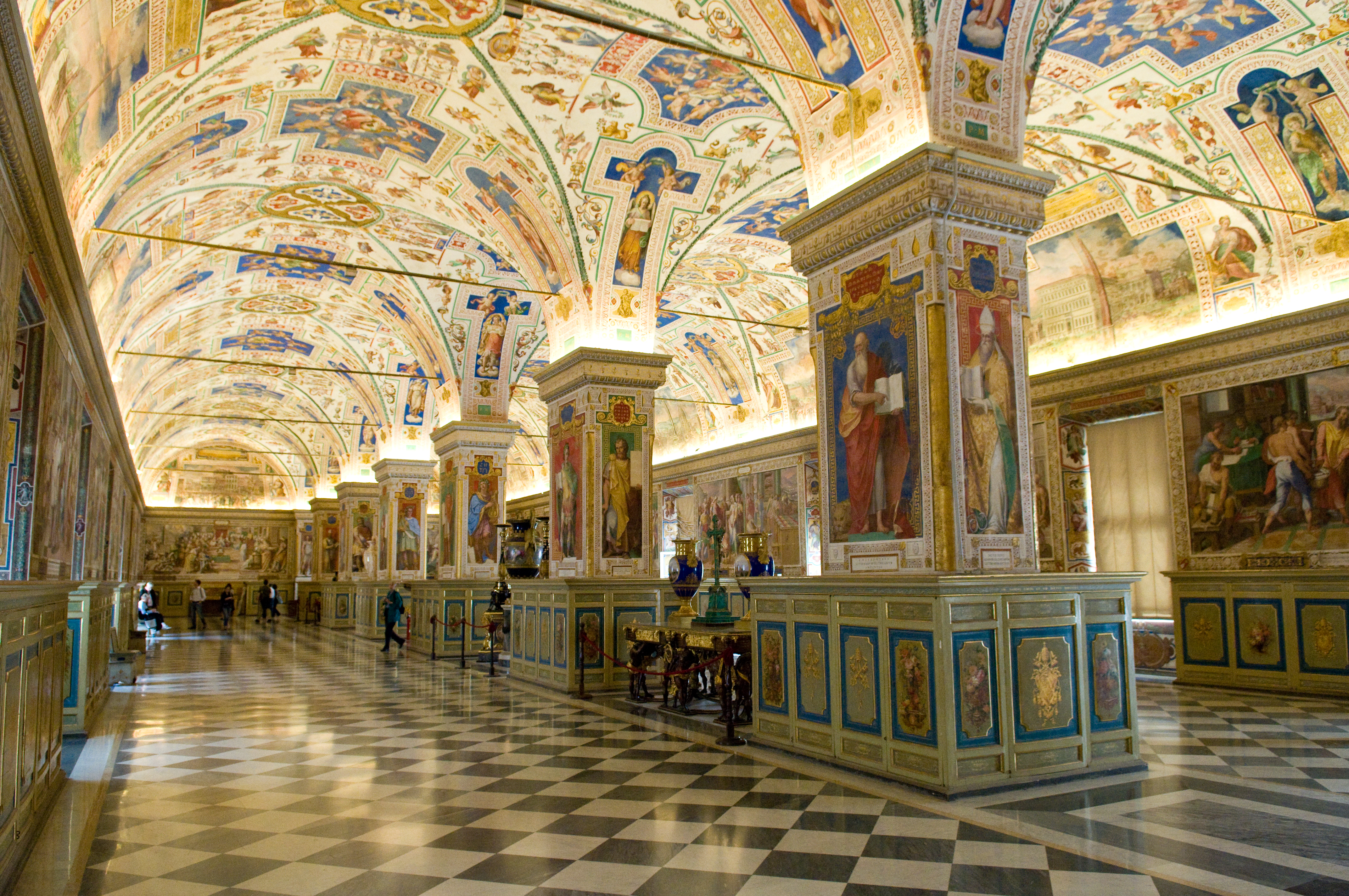
O Salão Sistino da Biblioteca do Vaticano.
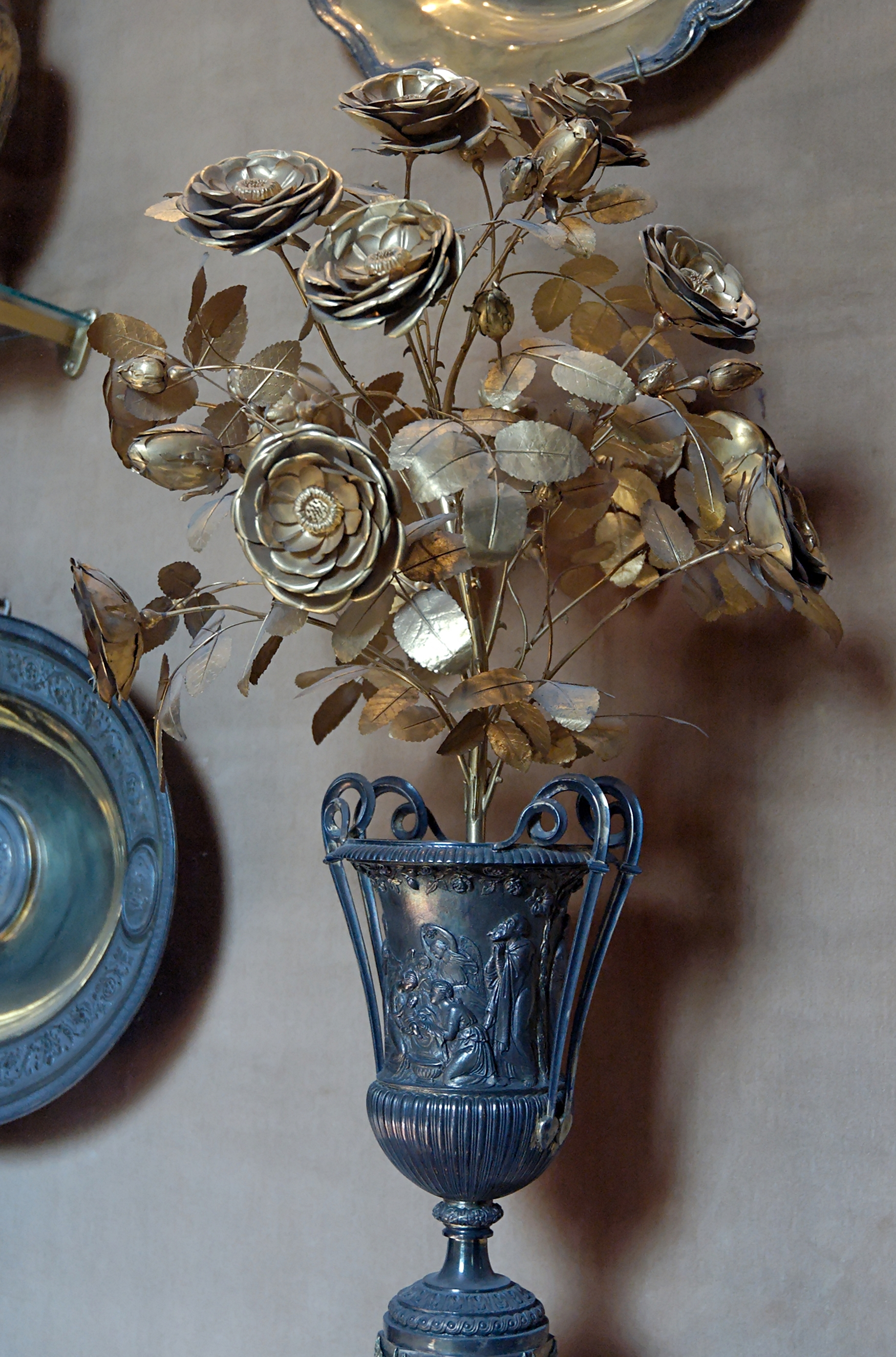
Rosa de Ouro armazenado na Biblioteca do Vaticano.
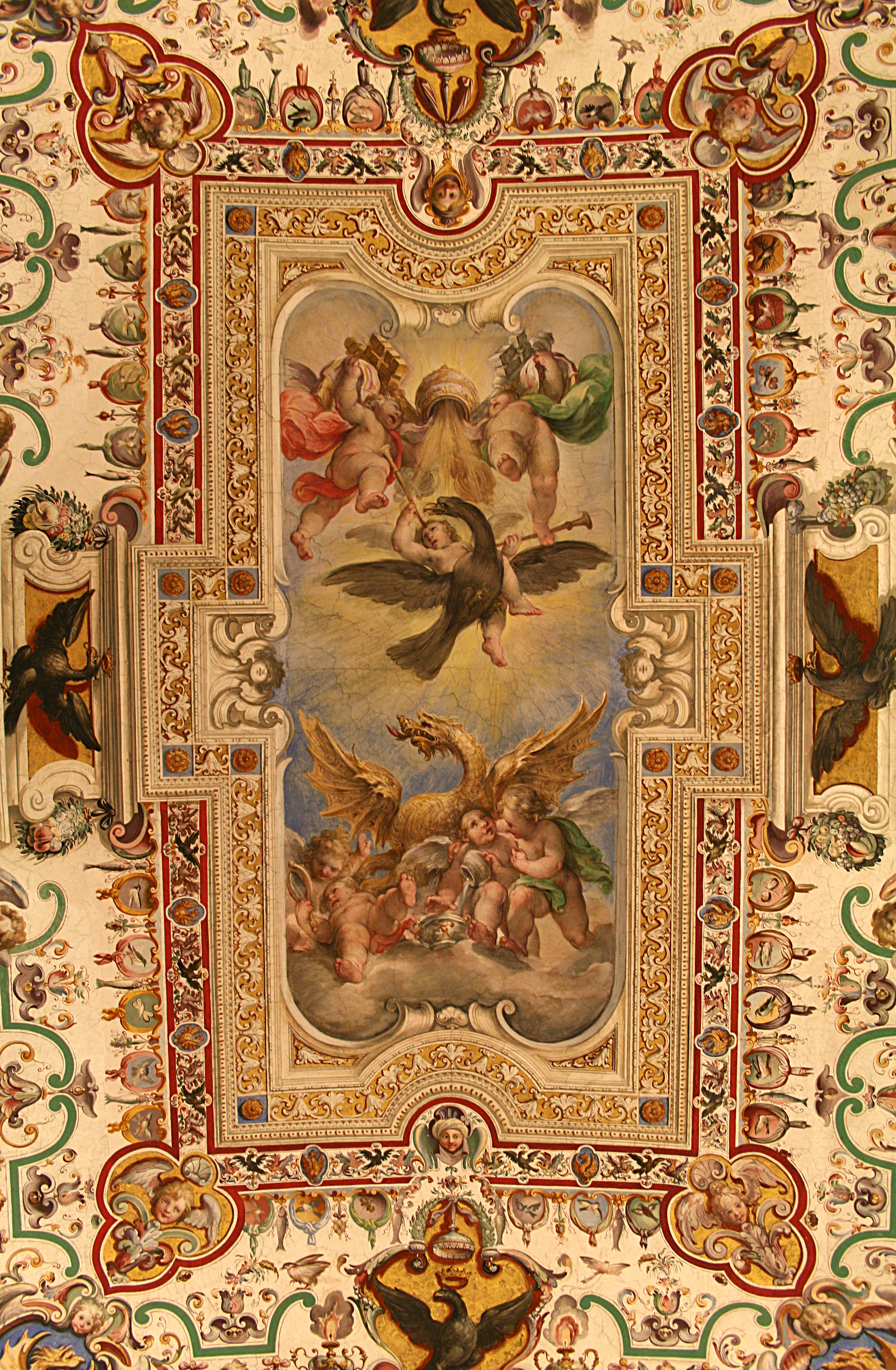
Fresco do teto do Salão Sistino, fotografia de Jean-Pol Grandmont